# Sezon de pace la Paris
Sezon de pace la Paris (titlul original: în sârbă Sezona mira u Parizu) este un film dramatic american, 
de comedie englez, realizat în 1981 de regizorul Predrag Golubović, protagoniști fiind actorii Maria Schneider, Dragan Nikolic, Alain Noury și Miki Manojlović. 

## Rezumat
Elen este o tânără sculptoriță care locuiește la Paris. Îl cunoaște pe Dragan, un tânăr iugoslav care a venit în Franța pentru a investiga rădăcinile neonazismului în rândul tinerei generații. Ei devin iubiți și descoperă treptat că amândoi au supraviețuit într-un lagăr de concentrare când erau copii. Dar afecțiunea lor unul față de celălalt se termină tragic când Elen este ucisă de muniția care explodează provocată de unii bărbați care se joacă de-a războiul pe plaja debarcării din Normandia...

## Distribuție
- Maria Schneider – Elen
- Dragan Nikolic – Dragan
- Alain Noury – Mikelandjelo
- Miki Manojlović – Josko
- Alida Valli –
- Erland Josephson –
- Daniel Gélin –
- Pascale Petit –
- Raf Vallone – căpitanul Müller
- Jane Chaplin –
- Bogidarka Esposito –
- Mike Marshall –
- Sacha Darwin – (ca Sacha Davidof)
- Jane Carvel –
- Claude Reboul –
- André Julien –
- Jean-Jacques Briot –
- Predrag Milinkovic – un ofițer de poliție la cinema
- Janez Vrhovec – un muncitor (nemenționat)

## Premii și nominalizări
- 1981 Festivalul de la Moscova
  - Premiul special